# Hakujaden
Hakujaden (白蛇伝) ou A Lenda da Serpente Branca é geralmente considerado como o primeiro longa-metragem de animação (anime) em cores do Japão, lançado em 1958. Foi também o primeiro anime a ser lançado nos Estados Unidos, sob o título Panda and the Magic Serpent (Panda e a Serpente Mágica, na dublagem brasileira). Embora para alguns especialistas, como a japanóloga Cristiane A. Sato, presidente da ABRADEMI, o longa foi o primeiro filme de animação colorido do período pós-guerra, mas não o primeiro a ser produzido no Japão.

## História
O filme é essencialmente uma adaptação de um conto popular da mitologia chinesa, "Bai She Zhuan" (chinês: 白蛇傳chinês simplificado: 白蛇傳, pinyin: Báishé chuán, lit. ‘A lenda da serpente branca’). Shin Uehara adaptou a história e manteve tanto os personagens como seus nomes no estilo chinês. A decisão de se utilizar um conto do folclore chinês para o conceito básico da animação veio do presidente dos estúdios Toei, Hiroshi Ōkawa, que queria criar um tom reconciliatório entre japoneses e chineses.
Dada a época em que foi criado, o filme levou a tecnologia de animação japonesa ao limite, tornando este um projeto de grande escala, envolvendo um total de 13.590 funcionários e levando 8 meses para ser concluído. E enquanto o filme recebeu menção honrosa no Festival de Filmes Infantis de Veneza, na Itália em 1959, foi considerado uma decepção quando lançado nos Estados Unidos em 15 de março de 1961 pela Global Pictures. Historicamente, este filme marcou a primeira tentativa da Toei Doga de seguir o exemplo das animações características dos estúdios de animação americanos. O estúdio japonês alimentava a ambição de tornar-se a "Disney do Oriente", ou até mesmo ultrapassar a rival do outro lado do Pacífico.
A versão americana fez várias mudanças no filme, tais como transformar Mimi, que no original tratava-se de um panda-vermelho, em uma gata  e editar algumas cenas da parte final. Além disso, todos os nomes dos membros da equipe de produção japonesa foram removidos dos créditos.
Rintaro, que mais tarde viria a tornar-se um conhecido e respeitado diretor de animação japonês, teve seu primeiro emprego na indústria de animação (aos 17 anos) como animador-assistente neste filme.

## Sinopse

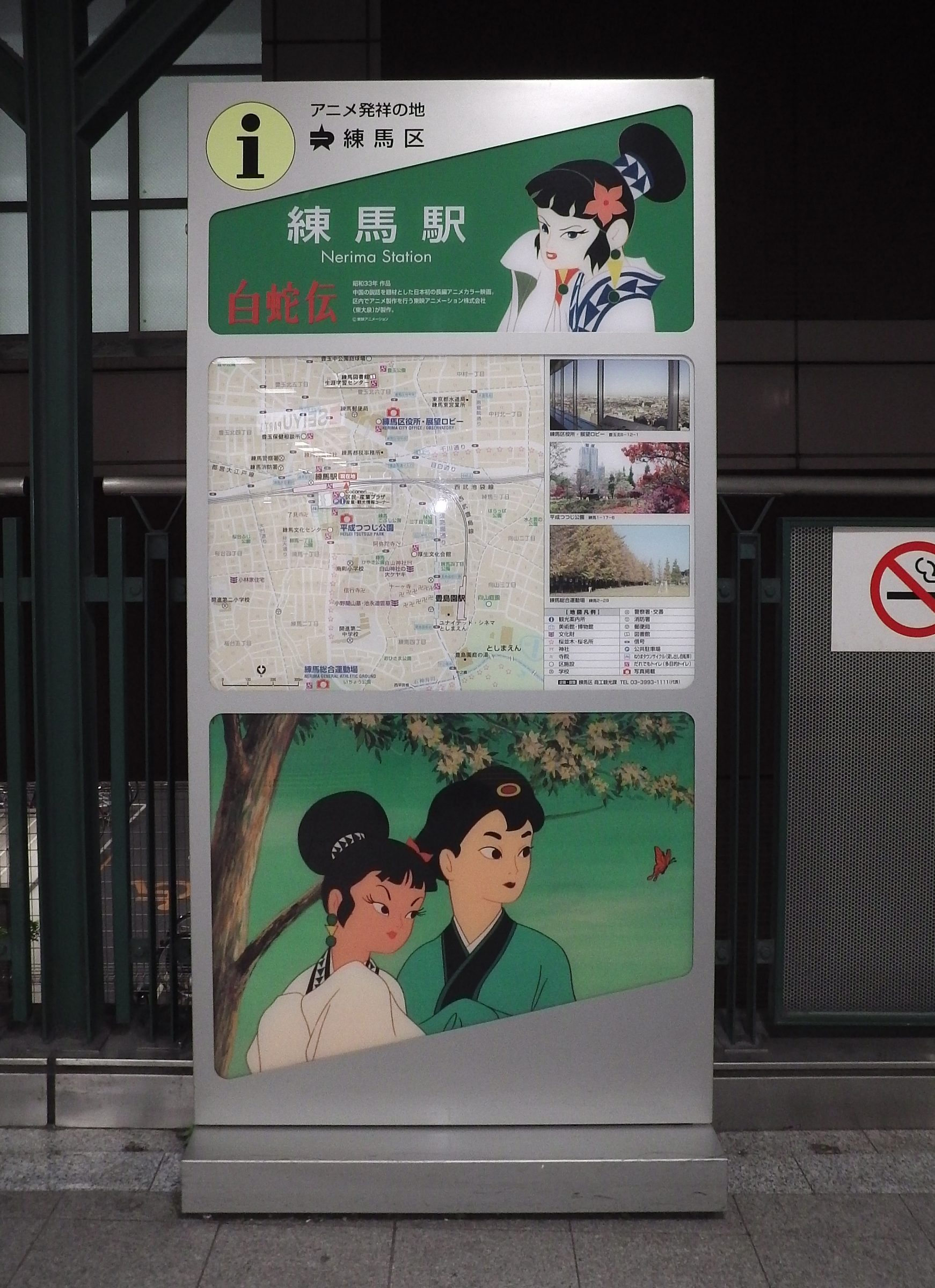
Instalação publicitária de 2016 na Estação Nerima em Tokyo, onde se lê: "Nerima City, the birthplace of ANIME".

O jovem Xu Xian possuía uma pequena cobra branca de estimação até que seus pais o forçaram a livrar-se dela. Anos se passam e durante uma violenta tempestade, a serpente, que na verdade tratava-se de um espírito com poderes mágicos, se transforma na bela princesa Bai Niang. Bai Niang parte ao encontro de Xu Xian, por quem havia se apaixonado, mas o encontro dos dois é breve, pois um monge local, Fa Hai, que é capaz de sentir a presença de seres sobrenaturais por meio de sua bola de cristal, acredita que Bai Niang é um espírito maligno e decide separar os dois jovens. O monge arma um plano para acusar Xu Xian de haver roubado uma jóia do tesouro imperial, e consegue que o rapaz seja exilado para uma terra distante, longe de Bai Niang.
Enquanto isso, dois outros animais pertencentes a Xu Xian, Panda e Mimi, tentando encontrar seu dono, partem em uma aventura. No meio do caminho, Mimi acaba se envolvendo em uma confusão com um dos animais da Gangue do Porco Branco, e Panda se vê obrigado a lutar com o chefe da gangue, o próprio Porco Branco, para defender sua amiga.

## Personagens
Bai Niang - Espírito poderoso que tem a forma de uma serpente branca. Por seu amor a Xu Xian, resolve transformar-se em humana.
Xu Xian - O jovem por quem Bai Niang se apaixona. Humilde e gentil, gosta muito de animais. Possui dois bichos de estimação, Panda e Mimi, que lhe são extremamente fiéis.
Xiao Chin - Um pequeno peixe que foi transformado em uma garota para servir de criada e companhia a Bai Niang. É muito leal e vai tentar de todas as formas ajudar Bai Niang a conquistar o amor de Xu Xian e livrar-se de Fa Hai.
Fa Hai - Um monge que possui poderes mágicos e consegue sentir a presença de espíritos nas proximidades com sua bola de cristal. Vai criar muitos obstáculos para Bai Niang e Xu Xian, tentando separar os dois amantes, pois acredita que ela seja um espírito maligno ou vampiro que deseja arruinar a vida do rapaz. É o principal antagonista da história.
Panda - Um dos animais de estimação de Xu Xian. Quando seu dono é mandado ao exílio, decide partir em busca dele, junto com Mimi. Apesar de ser um urso panda calmo e dócil, é muito valente e forte.
Mimi - Uma panda-vermelho também pertencente a Xu Xian. Quando este é exilado, é ela que sugere a Panda que os dois o procurem. É muito curiosa e tem uma voz fininha.
Porco Branco - Como seu próprio nome diz, trata-se de um porco branco, que sempre leva à cabeça um chapéu chinês de palha. É o líder da gangue que leva seu nome, e se especializou em roubar comida das feiras e festivais. Muito forte, não admite a presença de nenhum rival em seu território.
Deus Dragão - O rei dos espíritos. Bai Niang vai à sua procura para pedir-lhe ajuda, depois de sua luta com Fa Hai. Considera estupidez o amor que a Serpente Branca nutre por um mortal.